# Rex Wimpy
Rexford „Rex“ Wimpy (* 18. Dezember 1899 in Jonesboro, Grant County; † 29. Dezember 1972 in Los Angeles, Kalifornien) war ein US-amerikanischer Spezialeffektkünstler, Kameramann und Fotograf, der 1944 für einen Oscar nominiert wurde.

## Leben
Über Rex Wimpys Lebensweg bis zu dem Zeitpunkt, da er an seinem ersten Film mitwirkte, ist kaum etwas bekannt. Erstmals trat er 1927 in Victor Flemings Kriegsfilm The Rough Riders als Kameraassistent in Erscheinung. Daran schlossen sich weitere Arbeiten hinter der Kamera in Filmen unterschiedlicher Genres an. So arbeitete er 1929 mit William Powell in der Musicalkomödie Pointed Heels und 1933 in dem Michael-Curtiz-Film Das Geheimnis des Wachsfigurenkabinetts zusammen. Die Zusammenarbeit mit Curtiz wiederholte sich 1937 in der Komödie Ein Kerl zum Verlieben mit Errol Flynn und Joan Blondell. Mit Curtiz und Flynn arbeitete er 1939 in dem Western Herr des wilden Westens erneut zusammen. Außerdem waren Olivia de Havilland und Ann Sheridan mit von der Partie. In dem sich 1940 anschließenden romantischen Drama Hölle, wo ist dein Sieg? von Anatole Litvak mit Bette Davis und Charles Boyer war er für die Spezialeffekte zuständig. Mit Bette Davis arbeitete er 1941 in der Filmkomödie Die Braut kam per Nachnahme erneut zusammen. James Cagney war Davis’ Partner in diesem Film.  Mit Cagney wiederholte sich eine Zusammenarbeit Wimpys in dem Actiondrama von 1942 Helden der Lüfte, Michael Curtiz war der Regisseur dieses Films.
Im Jahr 1944 erhielt Rex Wimpy zusammen mit Hans F. Koenekamp und Nathan Levinson eine Oscar-Nominierung in der Kategorie „Beste visuelle Effekte“ für den Kriegsfilm In die japanische Sonne, Alternativtitel: Air Force, von Howard Hawks. Der Film war für weitere Oscars nominiert und wurde in der Kategorie „Bester Schnitt“ ausgezeichnet. Der Oscar für die besten visuellen Effekte ging an Fred Sersen und Roger Heman senior und die Dreiecksgeschichte Crash Dive.
In dem Kriegsabenteuer von 1944 Fahrkarte nach Marseille hieß der Regisseur erneut Michael Curtiz, die Hauptdarsteller Humphrey Bogart, Claude Rains und Michèle Morgan. Für die Special-Effects sorgte Rex Wimpy. Gleich daran schloss sich 1944 eine erneute Zusammenarbeit mit Humphrey Bogart, diesmal unter der Regie von Howard Hawks, in dem Abenteuerfilm Haben und Nichthaben an, auch Lauren Bacall und Walter Brennan standen auf der Besetzungsliste. In dem Film noir Ich kämpfe um dich (1945) von Alfred Hitchcock mit Ingrid Bergman und Gregory Peck arbeitete Wimpy hinter der Kamera. Im Jahr 1960 arbeitete er – wiederum hinter der Kamera – an Hitchcocks legendärem Horrorthriller Psycho mit. Eine Zusammenarbeit mit John Huston, Clark Gable, Marilyn Monroe und Montgomery Clift schloss sich 1961 in dem Westerndrama Misfits – Nicht gesellschaftsfähig an. Auch an dem Filmdrama Der Wildeste unter Tausend von 1963 mit Paul Newman wirkte Wimpy mit. Im Jahr 1967 arbeitete er dann noch an dem Science-Fiction-Film The Reluctant Astronaut mit Leslie Nielsen mit und 1970 an dem komödiantischen Drama Darling Lili von Blake Edwards mit Julie Andrews und Rock Hudson.
Rex Wimpy war mit Opal Belle Wimpy (1903–1960) verheiratet. Er starb 73-jährig und wurde im Forest Lawn Memorial Park in Glendale im Los Angeles County in Kalifornien bestattet.

## Filmografie (Auswahl)
Kamera/Fotografie
- 1927: The Rough Riders
- 1929: Pointed Heels
- 1929: Stairs of Sand
- 1929: The Wild Party
- 1930: Only Saps Work
- 1931: Pioniere des wilden Westens (Cimarron)
- 1937: The Case of the Stuttering Bishop
- 1937: Talent Scout
- 1945: Ich kämpfe um dich (Spellbound)
- 1948: Smoky Mountain Melody
- 1948: The Arkansas Swing
- 1948: El Dorado Pass
- 1948: Singin’ Spurs
- 1949: Laramie (1949)
- 1949: Quick on the Trigger
- 1949: Desert Vigilante
- 1949: Challenge of the Range
- 1952: Anything Can Happen
- 1959: Bronco (Fernsehserie, 3 Folgen)
- 1959: Sugarfoot – Apollo with a Gun (Fernsehserie)
- 1960: Psycho
- 1961: Misfits – Nicht gesellschaftsfähig (The Misfits)
- 1963: Der Wildeste unter Tausend (Hud)
- 1967: The Reluctant Astronaut

Visuelle Effekte
- 1933: Das Geheimnis des Wachsfigurenkabinetts (Mystery of the Wax Museum)
- 1936: Zwei gegen die Welt (Two Against the World)
- 1937: Ein Kerl zum Verlieben (The Perfect Specimen)
- 1939: Herr des wilden Westens (Dodge City)
- 1940: Im Taumel der Weltstadt (City for Conquest)
- 1940: The Fighting 69th
- 1940: Hölle, wo ist dein Sieg? (All This, and Heaven Too)
- 1940: Knute Rockne, All American
- 1941: Dive Bomber
- 1941: Die Braut kam per Nachnahme (The Bride Came C.O.D.)
- 1941: Mr. X auf Abwegen (Footsteps in the Dark)
- 1941: Ufer im Nebel (Out of the Fog)
- 1942: Bullet Scars
- 1942: Helden der Lüfte (Captains of the Clouds)
- 1943: In die japanische Sonne (Air Force)
- 1944: Fahrkarte nach Marseille (Passage to Marseille)
- 1944: Haben und Nichthaben (To Have and Have Not)
- 1944: Ich werde dich wiedersehen (I’ll Be Seeing You)
- 1945: Ich kämpfe um dich (Spellbound)
- 1946: Devotion
- 1950: The Man Who Cheated Himself
- 1970: Darling Lili

## Auszeichnungen
- 1944: Oscarnominierung für den Kriegsfilm In die japanische Sonne